# دیوید کربی
دیوید کربی (به انگلیسی: David Kirby)، مرد جوانی بود که در نوامبر سال ۱۹۹۰، مجله لایف، عکسی از جسم او که توسط ایدز به یغما رفته‌بود منتشر کرد، وی در سن ۳۲ سالگی از دنیا رفت. کیربی مایل بود که هنگام مرگ، کنار اعضای خانواده‌اش باشد.
گفته می‌شود تصویر وی در کنار خانواده‌اش که بعدها در مجله Life منتشر شد، چهره بیماری ایدز را نزد مردم و افکار عمومی تغییر داد. پیش از زمانی که این تصویر منتشر شود، دانش و آگاهی عمومی مردم دربارهٔ بیماری ایدز و ویروس HIV اندک بود، و بسیاری بر این گمان بودند که مبتلایان بیماری فقط همجنسگرایان هستند؛ و همچنین در آن زمان افراد بسیار کمی از رنج و سختی‌های غیرقابل اجتنابی که برای خانواده‌ای که قربانی بیماری ایدز می‌شود، به وجود می‌آید، باخبر بودند. اما این تصویر شرایط را تغییر داد و باعث افزایش آگاهی جهانیان دربارهٔ این بیماری شد.
دیوید کربی در مارس ۱۹۹۰ درگذشت و دو سال بعد، پیتا، مرد مهربانی که خودش به ایدز مبتلا بود و از جمله کسانی بود که از دیوید مراقبت می‌کرد، درگذشت. در ابتدای سال ۱۹۹۲، پتا متوجه شد که اچ ای وی مثبتش به ایدز تبدیل شده‌است، خانوادهٔ کربی، همان‌طور که از پسرشان مواظبت کرده‌بودند، به حمایت و مراقبت از پتا پرداختند و از پتا، همانند پسر خودشان پرستاری کردند.